# Epizeuxis betulalis
Epizeuxis betulalis är en fjärilsart som beskrevs av Arnold Pagenstecher 1888. Epizeuxis betulalis ingår i släktet Epizeuxis och familjen nattflyn. Inga underarter finns listade i Catalogue of Life.